# Julio Álvarez del Vayo
Julio Álvarez del Vayo y Olloqui (Villaviciosa de Odón, Madrid, 9 de febrer de 1891 - Ginebra, Suïssa, 3 de maig de 1975) va ser un jurista, periodista, diplomàtic i polític espanyol. Va ser militant, primer, del PSOE. Anys més tard, en l'exili, radicalitzaria les seves postures, per la qual cosa va ser expulsat del PSOE i va formar la Unió Socialista Espanyola (USE), un dels grups que integraria el Front Revolucionari Antifeixista i Patriota (FRAP), grup armat que dirigiria des de la seva fundació el 1971 fins a la seva mort, pocs mesos abans que el dictador Francisco Franco.

## Primers anys
Llicenciat en dret per la Universitat de Madrid, es va doctorar en la de Valladolid i va ampliar els seus estudis en la London School of Economics. Durant aquest temps es va afiliar al Partit Socialista Obrer Espanyol i es va oposar a la col·laboració del partit amb la dictadura de Primo de Rivera.
Abans d'iniciar la seva carrera política va ser corresponsal per a diversos diaris -entre els quals La Nación de l'Argentina, El Liberal i El Sol d'Espanya i The Guardian del Regne Unit- d'Amèrica i d'Europa, cobrint la Primera Guerra Mundial. També va viatjar a la Unió Soviètica, els records de la qual plasmà en La nueva Rusia i La senda roja.
En proclamar-se la Segona República, primer va exercir d'ambaixador a Mèxic i va ser escollit diputat al Congrés.

## Guerra civil
En esclatar la Guerra Civil, va ser designat comissari general de l'Exèrcit i designat en dues ocasions ministre d'Estat: de 1937 a 1938 i, substituint Augusto Barcia Trelles, al final de la guerra, el 1939. Durant la guerra civil espanyola va ser qui es va encarregar del trasllat del patrimoni històric dels museus cap a Ginebra, comptant amb l'ajuda d'arqueòlegs com Pere Bosch i Gimpera. En la seva labor com a ministre va tractar d'evitar el boicot cap al govern de la República denunciant que l'Alemanya nazi i la Itàlia feixista no respectaven els acords de la Societat de Nacions. Va tractar igualment de convèncer Neville Chamberlain de les conseqüències que tindria el Comitè de No Intervenció i va negociar amb Stalin l'enviament de subministraments bèl·lics. Va afavorir també la creació de les Joventuts Socialistes Unificades.
Fidel a Largo Caballero durant un temps i partidari de la resistència enfront de les tropes revoltades, va ser nomenat per aquest ministre d'Estat i, posteriorment, comissari general de Guerra. La seva actuació en aquest últim càrrec va ser molt discutida, especialment el seu nomenament de centenars de comissaris comunistes, suposadament sense l'autorització de Largo Caballero. Encara que aquest va decidir anul·lar aquests nomenaments la relació entre tots dos polítics es va enverinar fins al punt que Largo arriba a acusar-lo en les seves memòries de ser un agent comunista. Així mateix, com a ministre va ser polèmic el seu intent d'eliminar el dret d'asil per part de les ambaixades estrangeres a la població allí refugiada, revertint la política del seu predecessor Augusto Barcia, encara que finalment, la pressió internacional va obligar a acceptar aquest dret i, posteriorment, permetre l'evacuació dels refugiats.
Després de la fi del govern de Largo Caballero, va ser substituït per José Giral com a ministre, però va tornar al càrrec al segon govern de Juan Negrín, ocupant el càrrec fins al final de la guerra. Després de la caiguda del front de Catalunya va marxar a França juntament amb Negrín i va tornar amb ell immediatament a la província d'Alacant per mantenir el govern en la denominada «Posició Yuste» fins a la fi de la guerra pocs dies després. Va partir a l'exili des d'un aeròdrom situat a Monòver.

## Exili
Durant l'exili -a Mèxic i als Estats Units- es va aguditzar el seu radicalisme pel que va ser expulsat del PSOE el 1946 juntament amb 35 militants més, encapçalats per Juan Negrín. Va fundar la Unió Socialista Espanyola i posteriorment el Front Espanyol d'Alliberament Nacional, que juntament amb el Partit Comunista d'Espanya (marxista-leninista), van crear el FRAP, del que en fou elegit president, càrrec que va ocupar fins a la seva defunció.
El 24 d'octubre de 2009, d'acord amb una resolució del 37 Congrés Federal, va ser readmès a títol pòstum en el PSOE, juntament amb altres 35 afiliats expulsats el 1946, entre els quals hi havia Juan Negrín, Ramón Lamoneda Fernández, Amaro del Rosal Díaz o Max Aub.